# يوروبا ريجينا

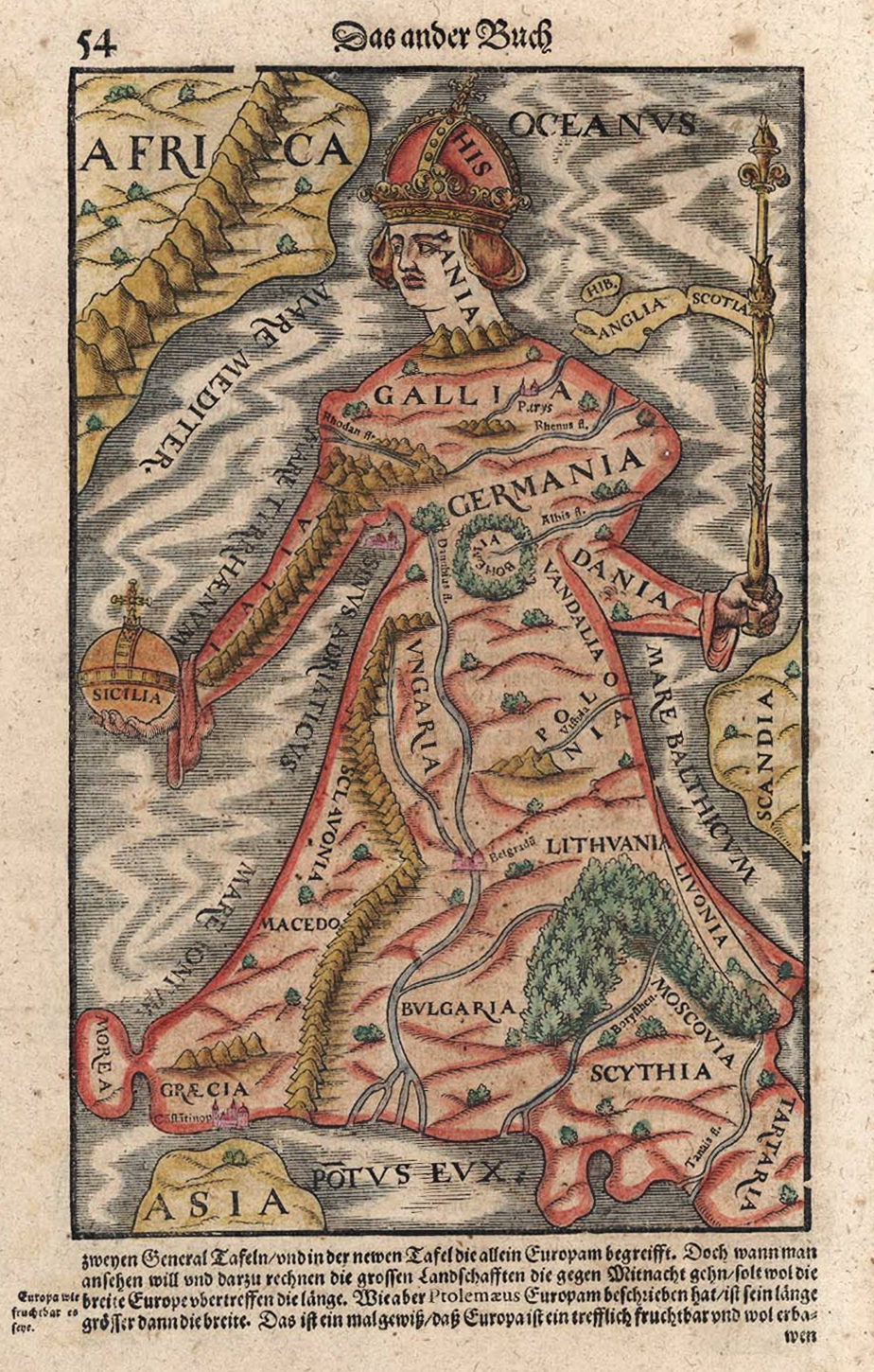
لوحة يوروبا ريجينا تعود لسيباستيان مونستر «كوزموغرافيا».

يوروبا ريجينا (باللاتينية: Europa Regina) وهي كلمة لاتينية تعني أوروبا الملكة ، وهي شبه خريطة تصور القارة الأوروبية على شكل ملكة. أصبحت الخريطة مشهورة ومتداولة في القرن الخامس عشر الميلادي، وتُظهِر أوروبا وهي واقفة منتصبة، حيث تشكل شبه الجزيرة الأيبيرية رأسها المتوج، وبوهيميا هي قلبها.

## الأصول
خلال العصور الوسطى الأوروبية، التزمت الخرائط عادة بخريطة T-O المتمركز حول القدس، والذي يصور أوروبا وآسيا وأفريقيا. كانت هناك خرائط منفصلة لأوروبا نادرة للغاية. مثل الخريطة الوحيدة المعروفة باسم ليبر فلوريدوس وهي خريطة للكنسي لامبرت في سان أومير ونُشرت في عام 1112، وهناك خريطة بيزنطية تعود للقرن الرابع عشر. وتم نشر الخريطة أخرى في بداية الحقبة الحديثة المبكرة والتي تركز على أوروبا من قبل رسام الخرائط «يوهانس بوتش» في عام 1537.
تعتبر خريطة بوتش أول من يصور أوروبا على أنها ملكة، حيث صورت المناطق الأوروبية على شكل أنثى مع تاج وصولجان وكرة صليب. طُبعت الخريطة لأول مرة بواسطة الكالفيني كريستيان ويكل. على الرغم من عدم معرفة الكثير عن نشأة هذه الخريطة وتصورها الأولي، فمن المعروف أن بوتش (الذي كان اسمه باللاتينية يوهانس بوسيوس اينيكولا 1516-1542) حافظ على علاقات وثيقة مع إمبراطور الإمبراطورية الرومانية المقدسة فرديناند الأول في هابسبورغ، وإزدادت شعبية الخريطة بشكل كبير خلال النصف الثاني من القرن السادس عشر. لم يستخدم المصطلح المعاصر لـ (يوروبا ريجينا) من قبل معاصري بوتش الذين استخدموا بدلاً عنها العبارة اللاتينية («أوروبا على شكل عذراء»).
في عام 1587، نشر «جان بوسماكير» نقشاً نحاسياً من قِبل ماتياس كواد، يُظهر تكيّفًا لـ (يوروبا ريجينا بوتش) باسم «وصف أوروبا». منذ عام 1588 تضمن تعديل آخر في جميع الطبعات اللاحقة من «الكوزموغرافيا» لـ«سيباستيان مونستر». وقام اللاهوتي والقس بروتستانتي هاينريش بنتينغ بنشر كتابه «رحلة في الكتاب المقدس» لأول مرة في 1581، قدم فيه ملخصاً لجغرافيا الكتاب المقدس ووصف الأراضي المتاحة باتباع الرحلات من مختلف الناس، بالإضافة إلى الخرائط التقليدية، وتضمن الكتاب أيضا ثلاث خرائط تصويرية. تصور العالم على شكل ورقة برسيم تمثل الثالوث وتكون القدس في وسط العالم، وتكون أوروبا على شكل امرأة متوجة، وآسيا على شكل حصان مجنح. تحولت فيما بعد إلى «ملكة أوروبا» في نسخة 1589. بناءً على هذه الأمثلة وغيرها، يمثل عام 1587 النقطة التي بدأت فيها العديد من المنشورات في تبني صورة يوروبا ريجينا (الملكة أوروبا).

## الوصف
يوروبا ريجينا (الملكة أوروبا) هي امرأة شابة رشيقة. يقع تاجها على شبه جزيرة أيبيريا، ويكون على شكل تاج طوقي كارولينيجي. تشكل فرنسا والإمبراطورية الرومانية المقدسة الجزء العلوي من جسدها، حيث تشكل بوهيميا القلب. ويمتد ثوبها الطويل إلى المجر وبولندا وليتوانيا وليفونيا وبلغاريا وموسكوفي ومقدونيا واليونان. على ذراعيها تقع إيطاليا والدنمارك، وتحمل صولجان وصليب كروي (صقلي). في معظم الصور، يتم عرض جزء من إفريقيا وآسيا وشبه الجزيرة الاسكندنافية جزئياً، وكذلك مخطط للجزر البريطانية.

## الرمزية
في عام 1537، عندما تم تقديم يوروبا ريجينا، سيطر كارلوس الخامس من هابسبورغ على كل من الإمبراطورية الرومانية المقدسة والممالك الإسبانية، مدعياً أنه الإمبراطور العالمي لأوروبا. قد يفسر هذا السبب في أن الخريطة موجهة غرباً لجعل إسبانيا رأساً متوجاً ، ولماذا كانت الشارة الإمبراطورية - صولجان، تاج كارولينيجي، وكرة - هي علامات الإمبراطور الروماني المقدس. هناك صلة أخرى لكارلوس الخامس هو الفستان، الذي يشبه الزي المعاصر في بلاط هابسبورغ، ووجه الملكة، والتي يقول البعض إنها تشبه زوجة كارلوس الخامس إيزابيلا. كما هو الحال في الصور المعاصرة للزوجين، تدير ملكة أوروبا رأسها إلى يمينها وتحمل أيضاً كرة بيدها اليمنى، والتي تم تفسيرها على أنها تواجه زوجها الإمبراطور المتخيل وتمنحه القوة.
بشكل عام، تظهر أوروبا على أنها ريس بوبليكا كريستيانا (العالم المسيحي في تقاليد العصور الوسطى) والقوة العظمى أو حتى القوة المهيمنة في العالم.
الرمز الثالث عزو أوروبا كأنها الجنة بشكل مميز محاط بالمسطحات المائية. وهو كما تصور الأيقونات المعاصرة بأن الجنة على شكل مغلق، وملكة أوروبا محاطة بالبحار والأنهار. تصور نهر الدانوب بطريقة تشبه مجرى النهر التوراتي الذي يتدفق عبر الجنة، حيث يتكون مصب النهر من أربعة أذرع.
يوروبا ريجينا محاطة بالمياه وفي ذلك أيضاً إشارة إلى أوروبا الأسطورية العتيقة في اليونان القديمة، التي اختطفت من قبل زيوس وحملت فوق الماء.
تنتمي الملكة أوروبا إلى قصة رمزية مبكرة لمنتصري أوروبا، بدلاً من سكان أوروبا.

## الخرائط ذات الصلة
كما يمكن العثور على فن تشكيل الخريطة في شكل إنساني في خريطة رسمها «أوبيسينوس دى كانيستريس»، والتي تُظهر البحر الأبيض المتوسط. نشرت هذه الخريطة في عام 1340، وهي قد سبقت خريطة بوتش، وأظهرت أوروبا على شكل رجل وشمال إفريقيا كامرأة. خريطة ليو بلجيكوس تظهر البلدان المنخفضة على شكل أسد. كان ذلك قريب نسبياً من التوجه التقليدي مع الشمال في الأعلى.
في خرائط يوروبا ريجينا تخضع الجغرافيا للشكل الأنثوي، بينما يظهر النهج المعاكس في خريطة رسمها هندريك كلوفهوف ونشرها فرانسوا بون في عام 1709 في الخريطة التي تحمل عنوان («أوروبا، وفقا لأحدث تصنيف»)، يتم وضع أنثى فوق خريطة تُظهر جغرافيا دقيقة إلى حد ما لأوروبا، وعلى الرغم من أن الخريطة موجهة غرباً حيث تشكل شبه الجزيرة الأيبيرية الرأس كما هو الحال في صور الملكة أوروبا.

## الهوامش
1. 1 2  لاندفهر & ستوكهورست (2004)، ص. 279
2. 1 2  فيرنر(2009), ص. 243
3. 1 2 3 4 5 6  بورغولت (2001)، ص. 16
4. 1 2  فيرونيكا بنهولدت تومسن (1999), ص. 22
5. 1 2 3 4 5 6 7  شميل (2004), ص. 244
6. 1 2 3 4 5 6 7 8 9  فندرهورست & ويستفال (2006)، ص. 63
7. ↑  جاكوب، كرستيان. الخريطة السيادية: المناهج النظرية في مجال رسم الخرائط على مر التاريخ. دار نشر جامعة شيكاغو. ص. 141, 401. ISBN:978-0-226-38953-0.
8. 1 2 3 4 5 6 7  فيرنر (2009), ص. 244
9. 1 2 3 4  فيرنر (2009), ص. 245
10. ↑  بنهولت تومسن (1999), ص. 22-24

## وصلات خارجية
- خريطة أوبيكينو دي كانيستريس التي تُظهر أوروبا كرجل وإفريقيا كامرأة، على mittelalter-server.de